# La ballata dei gusci infranti
La ballata dei gusci infranti è un film del 2022 diretto da Federica Biondi.

## Trama
Quattro storie che si intrecciano ed ambientate sui Monti Sibillini.

## Distribuzione
Il film è stato distribuito nelle sale cinematografiche italiane a partire dal 31 marzo 2022.